# Baruta
Baruta é um município da Venezuela localizado no estado de Miranda.
A capital do município é a cidade de Nuestra Señora del Rosario de Baruta.